# Scott Perry
Scott Gordon Perry, né le 27 mai 1962 à San Diego, est un homme politique américain, élu républicain de Pennsylvanie à la Chambre des représentants des États-Unis depuis 2013.

## Biographie
En 1980, Scott Perry s'engage dans la garde nationale de Pennsylvanie. Il est élu à la Chambre des représentants de Pennsylvanie en 2007, dans le 92e district.
Lors des élections de 2012, il se présente à la Chambre des représentants des États-Unis dans le 4e district de Pennsylvanie. La circonscription, qui comprend les comtés d'Adams et York et partiellement ceux de Cumberland et Dauphin, est un bastion républicain où le sortant Todd Platts (en) ne se présente pas. Perry remporte la primaire républicaine avec 54 % des suffrages, devant six adversaires. Il est élu représentant des États-Unis en rassemblant 59,7 % des voix devant le démocrate Harry Perkinson (34,4 %). Il est réélu avec près de trois-quarts des suffrages en 2014 et deux-tiers des voix en 2016.